# Metallocene
Un metallocene è un composto metallorganico consistente in due anioni ciclopentadienile (Cp) legati a un atomo di un metallo di transizione. Dai metalloceni si possono ottenere diversi derivati, quale ad esempio il dicloruro di titanocene Cp2TiCl2. Sono appunto certe classi di derivati ad assumere interesse industriale nell'ambito della catalisi per la produzione di polimeri, in particolare la polimerizzazione olefinica con metalloceni-derivati cationici formati da elementi del quarto gruppo della tavola periodica come [Cp2ZrCH3]+.
I metalloceni rientrano all'interno della grande categoria di composti metallorganici definiti composti a sandwich, a causa della caratteristica disposizione del metallo interposto tra i ligandi. A sua volta nei metalloceni rientrano anche composti formati da metalli che non appartengono al blocco d e contenenti un ligando diverso dal ciclopentadienile, come nel caso degli attinoceni, di cui importante esempio è il composto formato dall'uranio con l'[8]annulene (cicloottatetraene), chiamato uranocene e caratterizzato da formula U(C8H8)2.

## Definizione

Generica struttura di un metallocene

Il generico nome metallocene deriva dal ferrocene, il cui nome sistematico è bis(η5-ciclopentadienil)ferro(II). Secondo la definizione IUPAC, un metallocene è costituito da un metallo di transizione e da due ligandi ciclopentadienile coordinati in una struttura a sandwich; i due anioni ciclopentadienile sono disposti su piani paralleli e possiedono uguale lunghezza e forza di legame. La natura del legame tra il ligando organico e il metallo viene specificata facendo riferimento all'apticità, indicata dalla lettera greca η (eta, in corsivo) ed equivalente al numero di atomi del ligando che contraggono legame con l'atomo metallico. Nel caso dell'anello ciclopentadienilico, tutti e 5 gli atomi di carbonio prendono parte al legame e quindi il ligando è detto pentaapto e viene denotato dalla notazione η5.
In contrasto con la definizione IUPAC più stretta, che richiede la presenza di un metallo del blocco d e una struttura a sandwich, il termine metallocene e quindi la desinenza -ocene sono applicati in letteratura chimica anche ai composti dei metalli non di transizione, come il composto del bario Cp2Ba, o strutture dove gli anelli aromatici non sono paralleli, come riscontrato nel manganocene o nel titanocene dicloruro.

## Sintesi e proprietà
I metalloceni possono essere sintetizzati a partire dal ciclopentadiene e dal metallo, spostando uno degli atomi di idrogeno acido e sfruttando il potenziale standard di riduzione favorevole
{\displaystyle 2\ C_{5}H_{6}+Fe\longrightarrow (C_{5}H_{5})_{2}Fe+H_{2}}
ovvero tramite reazione di metatesi tra un alogenuro del metallo e ciclopentadiene salificato con un metallo alcalino
{\displaystyle 2\ C_{5}H_{5}Na+MX_{2}\longrightarrow (C_{5}H_{5})_{2}M+2\ NaX\ (M=Fe,Co,Ni;X=Cl,Br)}
oppure tramite formazione di reattivi di Grignard in acetone:
{\displaystyle 2\ C_{5}H_{5}MgBr+MX_{2}\longrightarrow (C_{5}H_{5})_{2}M+2\ MgBrX(M=Fe,Co,Ni;X=Cl,Br)}
Per ossidazione dei metalloceni si ottengono cationi, come ad esempio il ferrocenio [Fe(C5H5)2]+, ottenuto per ossidazione del ferrocene.
Una caratteristica saliente di alcuni metalloceni consiste nella loro elevata stabilità termica, che spesso supera i 500 °C. I metalloceni neutri sono solubili nei comuni solventi organici e possono essere purificati facendo generalmente ricorso alla sublimazione sottovuoto.
I due anelli ciclopentadienilici possono essere entrambi eclissati o sfalsati, come confermato dalla diffrazione dei raggi X su monocristallo. Per un metallocene non sostituito, la differenza di energia tra le due conformazioni ammonta solamente a 8 kJ/mole. Ferrocene e osmocene presentano conformazione eclissata a basse temperature, mentre gli analoghi complessi sostituiti pentametilciclopentadienilici presentano conformazione sfalsata, per minimizzare le interazioni steriche tra i gruppi metile.